# Best in Me
Best in Me is een nummer van de Britse band Let Loose uit 1995. Het is de achtste en laatste single van hun titelloze debuutalbum.
"Let Loose" is een rustige ballad die gaat over onvoorwaardelijke liefde. Het nummer werd geschreven en geproduceerd in de slaapkamer van frontman Richie Wermerling. De plaat werd een hit in het Verenigd Koninkrijk, waar het de 8e positie bereikte. In het Nederlandse taalgebied deed het nummer niets in de hitlijsten.

## Tracklijst
- Cd-single

1. "Best in Me" - 3:34
2. "Golden Child" (pianoversie) - 2:47
3. "One Night Stand (Chaps Mix) - 4:02
4. "Best In Me (extended) - 4:25